# Гидросульфат натрия
Гидросульфа́т на́трия — кислая соль натрия и серной кислоты с формулой NaHSO4, бесцветные кристаллы.
Образует кристаллогидрат NaHSO4·H2O.

## Получение
Гидросульфат натрия получают действием серной кислоты на гидроксид или сульфат натрия:
{\displaystyle {\ce {NaOH + H2SO4 -> NaHSO4 + H2O}}}
{\displaystyle {\ce {Na2SO4 + H2SO4 -> 2NaHSO4}}}
В качестве побочного продкута при действии серной кислоты на соли других (преимущественно летучих) кислот:
{\displaystyle {\ce {NaCl + H2SO4 ->[t] NaHSO4 + HCl ^}}}
{\displaystyle {\ce {NaF + H2SO4 ->[t] NaHSO4 + HF ^}}}
{\displaystyle {\ce {NaNO3 + H2SO4 ->[t] NaHSO4 + HNO3 ^}}}

## Физические свойства
- Гидросульфат натрия образует бесцветные кристаллы триклинной сингонии, пространственная группа P 1, параметры ячейки a = 0,7005 нм, b = 0,7125 нм, c = 0,6720 нм, α = 95,93°, β = 92,31°, γ = 75,52°, Z = 4. При нагревании претерпевает два полиморфных перехода при 140 и 170 °C.
- Кристаллогидрат гидросульфата натрия — бесцветные гигроскопические кристаллы моноклинной сингонии, пространственная группа A a, параметры ячейки a = 0,8213 нм, b = 0,7812 нм, c = 0,7805 нм, β = 120,04°, Z = 4.

## Химические свойства
- Сообщает водному раствору кислую среду ввиду диссоциации:

{\displaystyle {\ce {NaHSO4 -> Na^+ + HSO4^-}}}
{\displaystyle {\ce {HSO4^- + H2O <=> H3O^+ + SO4^2-}}}
- При нагревании в вакууме гидросульфат натрия переходит в пиросульфат натрия:

{\displaystyle {\ce {2NaHSO4 ->[250-320^{o}C] Na2S2O7 + H2O}}}
- При подщелачивании гидросульфат натрия переходит в сульфат:

{\displaystyle {\ce {NaHSO4 + NaOH -> Na2SO4 + H2O}}}
- При спекании гидросульфат натрия взаимодействует с солями:

{\displaystyle {\ce {NaHSO4 + NaCl ->[450-800^{o}C] Na2SO4 + HCl ^}}}
и оксидами:
{\displaystyle {\ce {2NaHSO4 + CuO ->[450^{o}C] CuSO4 + Na2SO4 + H2O ^}}}

## Применение
- Как флюс в цветной металлургии.
- Как реагент для перевода труднорастворимых окислов в растворимые сульфаты.
- Зарегистрирован в качестве пищевой добавки E514.
- в виде порошка или гранул в качестве реагента, понижающего уровень рН в бассейнах